# Riachão das Neves (kommun)
Riachão das Neves är en kommun i Brasilien.   Den ligger i delstaten Bahia, i den östra delen av landet, 500 km nordost om huvudstaden Brasília. Antalet invånare är 21 941.
Följande samhällen finns i Riachão das Neves:
- Riachão das Neves

Omgivningarna runt Riachão das Neves är huvudsakligen savann. Runt Riachão das Neves är det mycket glesbefolkat, med 6 invånare per kvadratkilometer.